# Alberto Spencer
Alberto Spencer   (Ancón, 6 de desembre de 1937 - Cleveland, 3 de novembre de 2006) fou un futbolista equatorià de la dècada de 1960. Era el fill d'un jamaicà d'origen britànic.
És considerat com el millor futbolista equatorià de tots els temps, essent escollit millor jugador equatorià del segle XX l'any 2004 per la IFFHS.
Fou 11 cops internacional amb la selecció de l'Equador i 6 cops més amb la de l'Uruguai.
Pel que fa a clubs, defensà els colors de Everest, Peñarol i Barcelona SC.

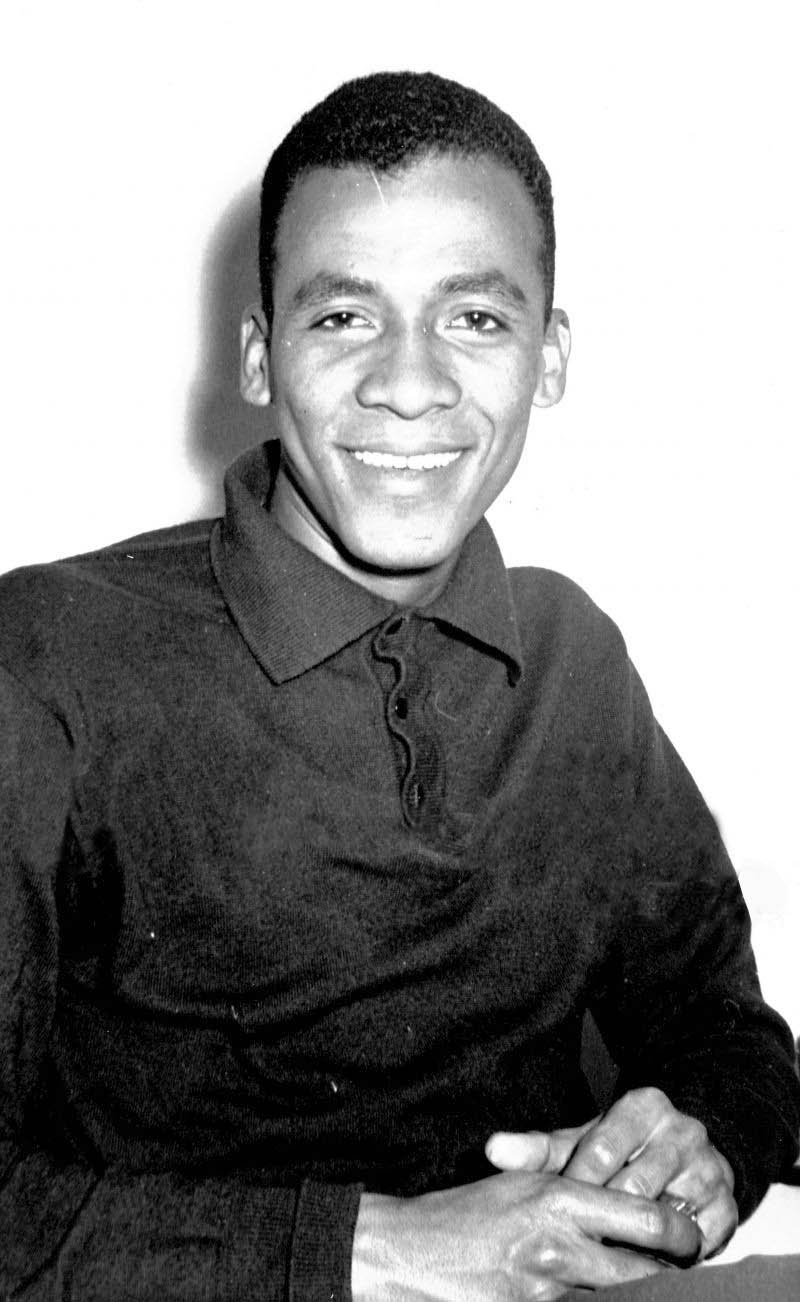
Alberto Spencer.

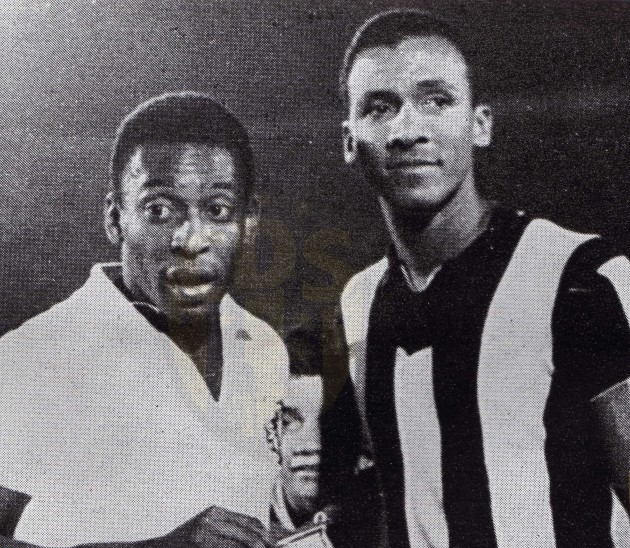
Spencer i Pelé.